# Arthur Callender
Arthur Robert Callender, detto Pecky (1875 – 1936), è stato un ingegnere e architetto inglese.

## Biografia
Amico di lunga data di Howard Carter, già funzionario delle linee ferroviarie egiziane, da cui si ritirò nel 1920, venne invitato ad unirsi alla spedizione Carter-Carnarvon in occasione della scoperta della tomba di Tutankhamon (sigla KV62) nella Valle dei Re, fin dal novembre 1922.
La sua esperienza professionale divenne insostituibile durante le fasi di smontaggio degli scrigni di legno dorato che contenevano i sarcofagi antropomorfi che, a loro volta, contenevano la mummia di Tutankhamon.